# Рудня-Жеревці
Рудня-Жеревці — село в Україні, в Коростенському районі Житомирської області. Населення становить 85 осіб. Входить до складу Лугинської селищної громади.

## Географія
Селом протікає річка Жерев.

## Історія
Колишня назва Рудня-Жеревецька. До 1923 року село знаходилося у складі Білокоровицької волості Овруцького повіту Волинської губернії.
Радянська влада встановлена у січні 1918 року. 
У 1926 році налічувалось 372 жителі та 61 двір; у 1941 році – 419 жителів та 85 дворів; у 1946 році – 407 жителів; у 1970 році – 459 жителів. 
Колгосп «Поліська комуна» організовано у 1931 році і у 1951 році приєднано до колгоспу ім. К. Ворошилова. 
Жертвами Голодомору 1932 – 1933 років стали 28 жителів села. 
Період окупації німецько-фашистськими військами тривав із 20 серпня 1941 року до 31 грудня 1943 року. У 1970 році на східній околиці села встановлено обеліск на могилі червоноармійця З.І. Зонайлова, який загинув при визволенні Рудні-Жеревців у грудні 1943 року. На будинку, в якому проходили збори підпільної організації, яку очолював О.О. Давидюк, у 1980 році встановлено меморіальну дошку. 
Руднє-Жеревецька школа відкрита у 20-х роках ХХ ст. і знаходилася у приміщенні сільської хати. Тоді в школі працював лише один вчитель. 
Після звільнення району від гітлерівців школа почала працювати з 1944 року. В той час один вчитель навчав 44 учні. А в 1945 році працювало вже два вчителі, які навчали 67 учнів. У 1948-1949 роках в школі навчалося відповідно 81 та 77 учнів. У 70-х роках ХХ ст. школа була закрита.
Внаслідок Чорнобильської катастрофи 1986 року село входить до зони безумовного (обов'язкового) відселення.
Поблизу села до 1995 року діяв Лугинський гранітний кар’єр. В результаті аварії на ЧАЕС 26 квітня 1986 року село віднесено до зони безумовного (обов’язкового) відселення. 
На території Рудні-Жеревці діють фельдшерський пункт, магазин. 
Станом на 01 січня 2013 р. проживає 15 чоловіків та 21 жінка, з них 2 чоловіків віком від 18 до 39 років, 7 – віком від 40 до 59 років, 6 – від 60 років. Жінок віком до 17 років – 1, від 18 до 39 років – 4, від 40 до 59 років – 5, від 60 років – 11.

## Населення
За даними перепису 2001 року населення села становило 85 осіб, з них усі 100% зазначили рідною українську мову.

## Відомі люди
- Отрешко Раїса Трохимівна - депутат Верховної Ради УРСР 9-го скликання.